# Slavica Đukić Dejanović
Slavica Đukić Dejanović (Servisch: Славица Ђукић-Дејановић) (Rača, 4 juli 1951) is een Servische politica. 

## Biografie
Dejanović studeerde medicijnen in Belgrado. In de jaren tachtig was ze verpleegkundige in een ziekenhuis in Kragujevac en werkte zich daar op tot professor. Van 1995 tot 2001 werd ze er directeur. Ondertussen combineerde zij haar medische werk met een politieke carrière. 
Op 18-jarige leeftijd werd Dejanović lid van de Joegoslavische Communistenbond. Sinds 1990 is Dejanović lid van de Socialistische Partij van Servië. In die partij bekleedde ze meermalen de functie van vicepresident, eerst tussen 1996 en 1997, daarna werd ze in 2002 en 2006 opnieuw verkozen. 

Dejanović zat tussen oktober 2000 en januari 2001 in de Servische overgangsregering als minister van familiezaken. Ze diende ook vele termijnen in het nationale parlement (de Nationale Vergadering) van Servië, onder meer twee termijnen als federaal gedeputeerde en tussen juni 2008 en mei 2012 als parlementsvoorzitter.
Op 5 april 2012 werd Dejanović waarnemend president van Servië na het aftreden van president Boris Tadić. Ze bekleedde het ambt tot de inauguratie van de nieuwe president Tomislav Nikolić op 31 mei 2012. In augustus 2016 werd ze aangesteld als minister zonder portefeuille in het tweede kabinet van premier Aleksandar Vučić, waarbij ze verantwoordelijk werd voor geweldpreventie en jeugd- en invalidenbescherming. Ze behield deze functie in het in 2017 aangetreden kabinet van Ana Brnabić. In oktober 2020 verliet Dejanović de regering, maar in juli 2023 keerde ze terug als minister van Onderwijs.
- Library of Congress Control Number: n2020003972
- Virtual International Authority File: 305739686